# Tukumã Pataxó
Tukumã Pataxó (aldeia Pataxó, Bahia, 2000?) é um chefe de cozinha, comunicador e influenciador digital da etnia Pataxó. É ambientalista e luta pelos direitos dos povos indígenas.

## Biografia
William Pataxó nasceu na aldeia Coroa Vermelha, que se localiza próxima à cidade de Porto Seguro, na Bahia; local onde chegaram as primeiras caravelas europeias, por isso sendo também um dos primeiros povos indígenas a serem dizimados por eles. Quando ele tinha 4 anos de idade, o idioma patxohã voltou a ser ensinado nas escolas da aldeia e seu pai lhe deu seu novo nome: Tukumã, que significa “semente”. (Há muitos anos, os indígenas haviam sido proibidos de falar sua língua tradicional e mesmo os anciãos tinham medo de usá-la.) Tukumã estudou nessa escola trilíngue (português, inglês e Patxohã), que aprendeu a preservar sua cultura, sua língua e suas tradições.
É membro de uma família composta por lideranças indígenas. Seu avô era cacique, tendo passado a liderança para seu tio-avô (hoje pajé da aldeia). Sua avó atuou diretamente pela demarcação do território de sua aldeia. Seu pai atuou na Fundação Nacional do Índio (Funai) e foi membro da Articulação dos Povos Indígenas do Brasil (Apib). Por estar desde a infância em contato direto com caciques, pajés e toda a comunidade, ele diz que aprendeu muito, e sua atuação digital hoje é continuidade da luta pelos direitos indígenas inciada de seus antecessores.
Desde criança, sempre quis ser protagonista, mas não se via no conteúdo publicado pelos veículos de comunicação, por isso, hoje tem muito orgulho por que as crianças indígenas o vêem como referência e inspiração.

## Carreira e ativismo
Fez faculdade de Gastronomia na Universidade Federal da Bahia, em Salvador, onde ouviu comentários e perguntas estereotipados: você é indígena “de verdade”? Você faz a dança da chuva? Você não anda pelado? Apesar de ter criado suas redes sociais em 2015, apenas nesse momento ele começou a usá-las para reagir. Seu primeiro vídeo a viralizar (1 milhão de visualizações) foi filmado com seis amigos indígenas e os mostrava trocando as roupas "de branco" por vestimentas e pinturas corporais tradicionais de seus povos. Os vídeos curtos parecidos com esquetes humorísticos são os que mais possuem visualizações, onde ele traz respostas a comentários em suas redes sociais: É possível se tornar indígena? É verdade que os indígenas não gostam de tomar banho?
“As pessoas falam que a gente não é indígena por estarmos de roupa. Se estamos caracterizados, as pessoas dizem que é fantasia e falam: ‘você não é índio de verdade porque não está na mata’."
Em seu instagram, publica conteúdo sobre a cultura e os saberes do povo Pataxó para mais de 280 mil seguidores. Além disso, comunica sobre as questões ambientais que atingem o mundo na atualidade: trata de questões ambientais, do aquecimento global, de consumo consciente e da necessidade de relações mais amigáveis com a natureza.
"O relatório Povos indígenas e comunidades tradicionais e a governança florestal, lançado pela ONU em 2021, revela o cuidado e preservação que nós, povos indígenas, temos: 45% das florestas intactas da bacia amazônica estão em territórios indígenas. Brasil, Bolívia e Colômbia evitaram a emissão de 40 a 60 toneladas de CO2. Esses dados revelam o protagonismo dos povos indígenas e a nossa relação com o meio ambiente. Nós estamos aqui para mostrar o quanto somos importantes para o mundo."
É diretor de comunicação da Associação de Jovens Indígenas Pataxó (AJIP) e colabora com o coletivo de comunicadores indígenas chamado "Mídia Índia". Foi o responsável por filmar e fotografar as marchas contra o “marco temporal das terras indígenas” em Brasília e as plenárias para transmitir o conteúdo nas redes sociais para quem não pode estar presente.
Em 2021, visitou aldeias indígenas brasileiras para gravar vídeos para compor um documentário sobre as consequências da Covid-19. Além disso, aproveitou para ministrar oficinas de audiovisual e falar sobre a importância de ter mais indígenas na Internet para comunicar sobre sua cultura sob sua própria perspectiva. No mesmo ano, estreou o programa de podcast “Papo de Parente”, na Globoplay, em parceria com Célia Xakriabá e Cristian Wariu. Cada episódio contou com convidados e convidadas indígenas e não-indígenas, que eram convidados a enviar perguntas sobre curiosidades dos mundos indígenas no Brasil para os apresentadores.
Em 2022, publicou uma série de vídeos em suas redes sociais tratando da cerâmica tradicional dos povos indígenas Tukano e Baniwa, da região do Rio Negro, que são parte Sistema Agrícola Tradicional do Rio Negro, bem imaterial reconhecido como patrimônio cultural do Brasil pelo Instituto do Patrimônio Histórico e Artístico Nacional (Iphan). A ação fez parte de uma campanha em conjunto com o Instituto Socioambiental (ISA) e a Federação das Organizações Indígenas do Rio Negro (Foirn). No mesmo ano, palestrou no TEDxGovernadorValadares, falando de alguns dos desafios de ser indígena.
Já representou o Brasil e os povos originários em eventos em vários países, como França, Bélgica, Estados Unidos e Suécia. É parte do projeto Digital Favela, que reúne 6.500 criadores de conteúdo, tendo auxiliado o criador, Guilherme Pierri, a escolher os influenciadores indígenas que fariam parte do projeto. A proposta é dialogar com empresas (já são mais de 250) que queiram valorizar as culturas indígenas e não apenas usar sua imagem como um diferencial.

## Vida pessoal
Tukumã Pataxó é casado com Samela Sateré Mawé, também influenciadora indígena. Casaram-se em 1º de agosto de 2023, em um dos eventos tradicionais mais importantes dos Pataxó, sendo a edição do evento que mais teve pessoas participando. Foi o primeiro casamento indígena com emissão de um certificado de casamento tradicional indígena por um cartório, sendo, portanto, reconhecida como uma união legítima frente ao Estado brasileiro.

Como parte do ritual tradicional de casamento, cada um dos noivos precisa provar que é capaz de cumprir suas funções familiares. O noive precisa provar que é capaz de proteger a família, por isso:
Na versão atual da festa, [no dia do casamento,] o noivo tem que fazer uma caçada na mata e trazer um animal para alimentar a futura família. Se não conseguir a caça, será impedido de se casar. Após a caçada, ele precisa carregar uma tora com o mesmo peso da noiva por uma longa distância [para demonstrar que tem disposição física e capacidade de cuidar da família].
Tukumã Pataxó também irá passar pelos rituais de casamento de sua esposa.

## Prêmio
- 2021 - Prêmio Sim à Igualdade Racial, na categoria "Representatividade em Novos Formatos"[3][10][19]

## Links
- instagram